# Heinrich Hertz
Heinrich Rudolf Hertz, född 22 februari 1857 i Hamburg, död 1 januari 1894 i Bonn, var en tysk fysiker. Han var farbror till Gustav Hertz.

## Biografi
Hertz blev filosofie doktor vid Friedrich Wilhelm-universitetet i Berlin 1880 och amanuens hos Hermann von Helmholtz. Han blev 1883 docent vid universitetet i Kiel samt 1885 professor i fysik vid Polytechnikum i Karlsruhe och 1889 vid universitetet i Bonn. Han tilldelades Matteuccimedaljen 1888 och Rumfordmedaljen 1890.
Genom experiment 1886 bekräftade han teorin om ljuset som en elektromagnetisk vågrörelse, som James Clerk Maxwell lagt fram 1864. För detta vann han det pris, som Preussiska vetenskapsakademien 1879 hade utlyst. Försöket ledde så småningom även till radiotekniken. Han har gett namn åt enheten hertz, som används för att mäta svängningstal exempelvis av en ton från ett musikinstrument eller den mänskliga rösten, härledd SI-enhet frekvens. Hans Gesammelte Werke utgavs i tre band 1894–1895. 

## Utmärkelser
Nedslagskratern Hertz på månen är uppkallad efter honom.

## Bibliografi

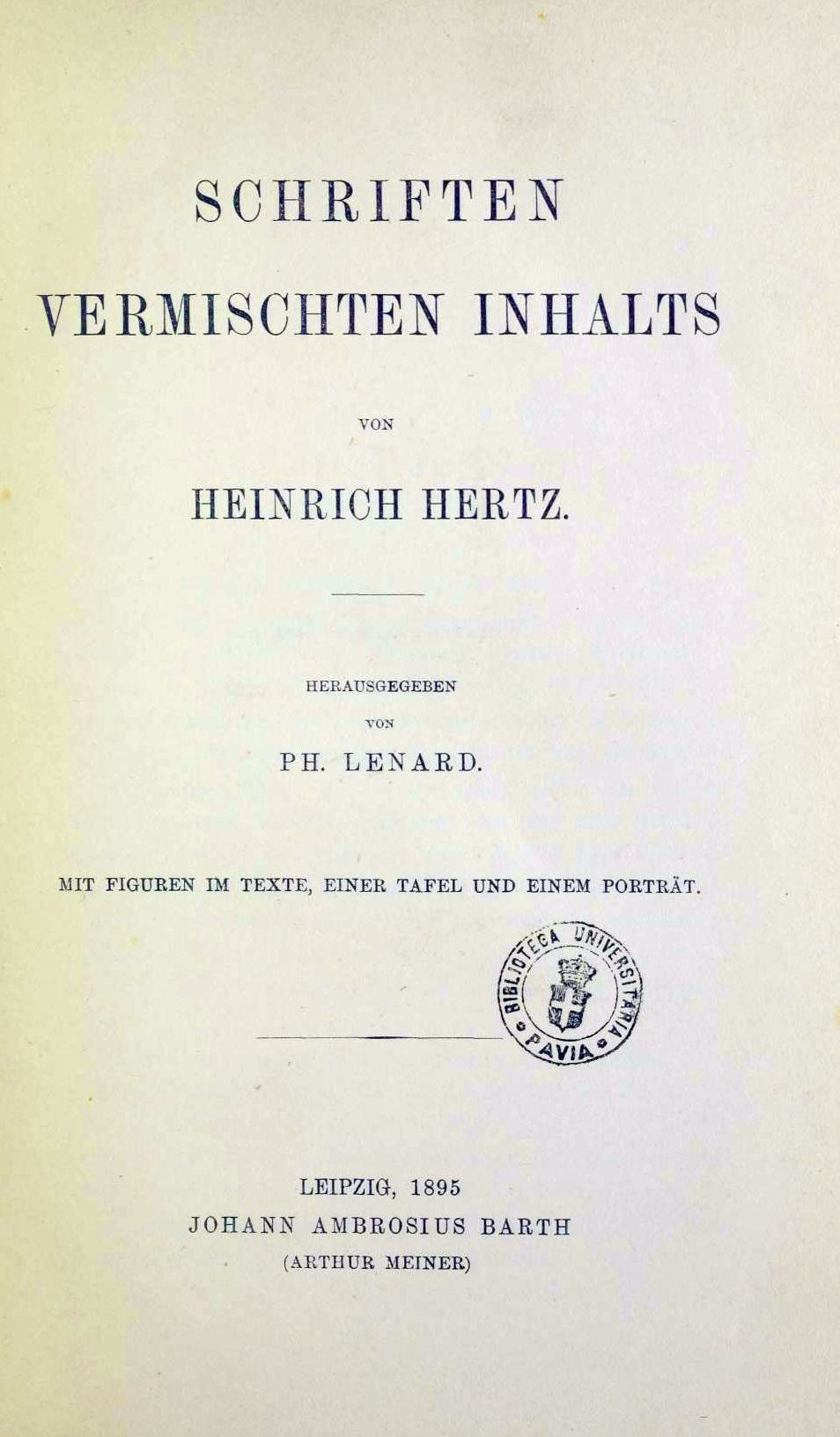
Schriften vermischten Inhalts, 1895